# Dulsin
Dulsin (niem. Dulzen) – osada w Polsce położona w województwie warmińsko-mazurskim, w powiecie bartoszyckim, w gminie Górowo Iławeckie. W latach 1975–1998 miejscowość administracyjnie należała do województwa olsztyńskiego.

## Historia
W 1889 roku był to majątek szlachecki, gospodarujący na obszarze 468 ha.
Właściciel Dulsina – Antoni von Hohberg – w dniu 2 lipca 1934 roku został zamordowany na rozkaz Ericha von dem Bach-Zelewskiego w ramach porachunków między hitlerowcami po nocy długich noży. 
W 1983 roku we wsi był PGR, w skład którego wchodziło 5 budynków i 54 mieszkańców. Znajdował się tu punkt biblioteczny, świetlica, boisko sportowe, zakład ślusarsko-kowalski.